# Epidendrum martianum
Epidendrum martianum é uma pequena espécie de orquídea rupícola que tem por habitat região seca e vegeta numa altitude entre 600 e 900 metros, sempre entre gramíneas altas que muitas vezes cobrem suas plantas. Caules de até sessenta centímetros de altura, muito finos e com folhas alternadas, obtusas e estreitas. Racimo floral que surge no ápice do caule com até vinte flores. Flor de um centímetro de diâmetro, concolor amarelo-palha.

## Taxonomia
A espécie foi decrita em 1840 por John Lindley.
É sinônimo de Epidendrum setiferum  Lindl.

## Forma de vida
É uma espécie rupícola, terrícola e herbácea. Cresce em áreas de mineração.

## Conservação
A espécie faz parte da Lista Vermelha das espécies ameaçadas do estado do Espírito Santo, no sudeste do Brasil.

## Distribuição
A espécie é endêmica do Brasil e encontrada nos estados brasileiros de Bahia, Espírito Santo, Minas Gerais, Rio de Janeiro e São Paulo.
A espécie é encontrada nos  domínios fitogeográficos de Cerrado e Mata Atlântica, em regiões com vegetação de pradaria, campos rupestres, cerrado, mata ciliar, floresta estacional semidecidual e vegetação sobre afloramentos rochosos.
Floresce entre setembro e novembro.